# Hammarby IF
Hammarby Idrottsförening – szwedzki klub sportowy z siedzibą w Sztokholmie (dzielnica Södermalm). Obecnie gra w Allsvenskan - pierwszej lidze Szwecji. Klub założony został w 1889 roku, jednak sekcja piłkarska powstała dopiero w 1915 roku. Stadionem klubu jest Tele2 Arena w dzielnicy Sztokholmu – Johanneshov. Może pomieścić ponad 30 000 ludzi. Największymi rywalami klubu są AIK Fotboll i Djurgårdens IF.

## Sukcesy
- Allsvenskan
  - mistrzostwo (1): 2001
  - wicemistrzostwo (3): 1982, 2003, 2024
- Superettan
  - mistrzostwo (1): 2014
- Division 1 Norra
  - mistrzostwo (3): 1989, 1993, 1997
- Division 1 Östra
  - mistrzostwo (1): 1991
- Puchar Szwecji
  - zwycięstwo (1): 2021
  - finał (3): 1977, 1983, 2010
- Puchar Intertoto UEFA
  - zwycięstwo (1): 1994

## Europejskie puchary
Legenda do wszystkich tabel:
- Q – runda eliminacyjna, 1/16, 1/8, 1/4, 1/2 – odpowiednia faza rozgrywek, Grupa – runda grupowa, 1r gr – pierwsza runda grupowa, 2r gr – druga runda grupowa, F – finał, R – runda, PO – play-off
- k. – rzuty karne, los. – losowanie, Dogr. – dogrywka, w. – zasada bramek strzelonych na wyjeździe

| Sezon   | Rozgrywki                 | Runda | Przeciwnik         | Dom     | Wyjazd  | Ogólnie     |
| ------- | ------------------------- | ----- | ------------------ | ------- | ------- | ----------- |
| 1983/84 | Puchar Zdobywców Pucharów | 1R    | 17 Nëntori Tirana  | 4–0     | 1–2     | 5–2         |
| 1983/84 | Puchar Zdobywców Pucharów | 2R    | Haka               | 1–1     | 1–2     | 2–3         |
| 1985/86 | Puchar UEFA               | 1R    | Pirin Błagojewgrad | 3–1     | 4–0     | 7–1         |
| 1985/86 | Puchar UEFA               | 2R    | St. Mirren         | 3–3     | 2–1     | 5–4         |
| 1985/86 | Puchar UEFA               | 3R    | 1. FC Köln         | 2–1     | 1–3     | 3–4         |
| 1999    | Puchar Intertoto          | 2R    | FK Homel           | 4–0     | 2–2     | 6–2         |
| 1999    | Puchar Intertoto          | 3R    | Heerenveen         | 0–2     | 0–2     | 0–4         |
| 2002/03 | Liga Mistrzów             | 2Q    | Partizan           | 1–1     | 0–4     | 1–5         |
| 2004/05 | Puchar UEFA               | 2Q    | ÍA Akranes         | 2–0     | 2–1     | 4–1         |
| 2004/05 | Puchar UEFA               | 1R    | Villarreal CF      | 1–2     | 0–3     | 1–5         |
| 2007    | Puchar Intertoto          | 1R    | Klaksvík           | 1–0     | 2–1     | 3–1         |
| 2007    | Puchar Intertoto          | 2R    | Cork City          | 1–1     | 1–0     | 2–1         |
| 2007    | Puchar Intertoto          | 3R    | FC Utrecht         | 0–0     | 1–1     | 1–1, w.     |
| 2007/08 | Puchar UEFA               | 2Q    | Fredrikstad        | 2–1     | 1–1     | 3–2         |
| 2007/08 | Puchar UEFA               | 1R    | SC Braga           | 2–1     | 0–4     | 2–5         |
| 2020/21 | Liga Europy               | 1Q    | Puskás Akadémia    | 3–0 (D) | 3–0 (D) | 3–0 (D)     |
| 2020/21 | Liga Europy               | 2Q    | Lech Poznań        | 0–3 (D) | 0–3 (D) | 0–3 (D)     |
| 2021/22 | Liga Konferencji Europy   | 2Q    | NK Maribor         | 3–1     | 1–0     | 4–1         |
| 2021/22 | Liga Konferencji Europy   | 3Q    | FK Čukarički       | 5–1     | 1–3     | 6–4         |
| 2021/22 | Liga Konferencji Europy   | PO    | FC Basel           | 3–1     | 1–3     | 4–4, k: 3–4 |
| 2023/24 | Liga Konferencji Europy   | 2Q    | FC Twente          | 1–1     | 0–1     | 1–2, Dogr.  |
| 2025/26 | Liga Konferencji          | 2Q    | Royal Charleroi    | 0–0     | 2–1     | 2–1Dogr.    |
| 2025/26 | Liga Konferencji          | 3Q    | Rosenborg          | 0–1     | 0–0     | 0–1         |

## Skład
Stan na 9 sierpnia 2018
| Nr | Poz. | Piłkarz                       |
| -- | ---- | ----------------------------- |
| 1  | BR   | Johan Wiland                  |
| 2  | OB   | Simon Sandberg                |
| 3  | OB   | Neto Borges                   |
| 4  | OB   | Bjørn Paulsen                 |
| 5  | OB   | David Fällman                 |
| 6  | PO   | Jiloan Hamad                  |
| 7  | NA   | Imad Khalili                  |
| 8  | PO   | Jeppe Andersen                |
| 9  | NA   | Sander Svendsen               |
| 10 | PO   | Kennedy Bakircioglu (kapitan) |
| 11 | PO   | Vladimir Rodić                |

| Nr | Poz. | Piłkarz                         |
| -- | ---- | ------------------------------- |
| 13 | OB   | Mads Fenger                     |
| 14 | PO   | Junes Barny                     |
| 16 | PO   | Leo Bengtsson                   |
| 19 | PO   | Serge-Junior Martinsson Ngouali |
| 20 | PO   | Abdul Halik Hudu                |
| 21 | OB   | Oscar Krusnell                  |
| 22 | NA   | Muamer Tanković                 |
| 25 | BR   | Davor Blažević                  |
| 27 | BR   | Benny Lekström                  |
| 28 | PO   | Gershon Koffie                  |
| 40 | NA   | Nikola Đurđić                   |
| 77 | OB   | Mats Solheim                    |

## Inne sekcje
- Hammarby IF – klub hokejowy
- Bajen Speedway Sztokholm – klub żużlowy